# کیک‌بوکسور: انتقام
کیک‌بوکسر: انتقام (انگلیسی: Kickboxer: Vengeance) فیلمی در ژانر رزمی به کارگردانی جان استاکول است که در سال ۲۰۱۶ منتشر شد. از بازیگران آن می‌توان به جینا کارانو
باتیستا و ژان کلود ون دام اشاره کرد. این فیلم نسخه بازسازی شده فیلم: کیک‌بوکسور (فیلم ۱۹۸۹) است که نتوانست موفقیت و محبوبت فیلم اصلی را به دست بیاورد و با شکست تجاری روبرو شد.

## ادامه فیلم
قسمت دوم این فیلم ۲ سال بعد با عنوان کیک‌بوکسور: تلافی (۲۰۱۸) عرضه شد.

## خلاصه داستان
زمانی که یک مبارز بی‌رحم به اسم تانگ پو (دیوید باتیستا) برادر کورت (آلن موسی) را به قتل می‌رساند، کورت به تایلند سفر می‌کند تا نزد یک استاد افسانه‌ای هنرهای رزمی، استاد دورنت (ژان کلود ون دام) آموزش دیده و انتقام مرگ برادرش را بگیرد…